# 페트르진 타워

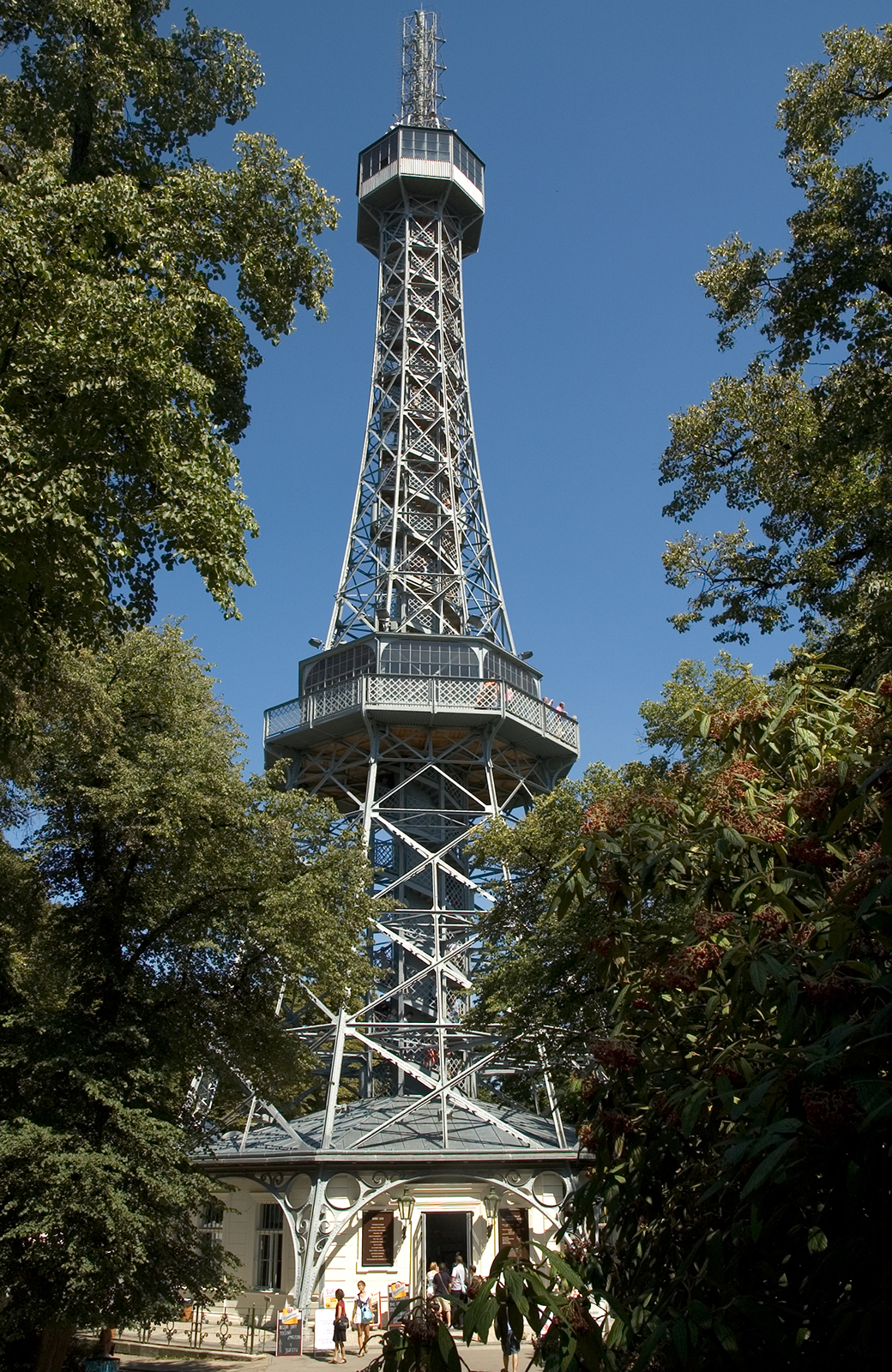
페트르진 타워

페트르진 타워(체코어: Petřínská rozhledna)는 체코 프라하에 위치한 63.5m 높이의 타워이다. 에펠탑과 비슷한 구조이지만 훨씬 작다. 페트르진 언덕에 위치하고 있어, 에펠탑보다는 높은 고도에 위치한다. 페트르진 타워는 1891년 지어졌으며, 관측탑 뿐만 아니라 송전탑으로도 사용되었다. 오늘날에는 관광지로 잘 알려져 있다. 언덕에서 걸어올라가면 30분이 걸리며, 눈이 오면 미끄러워서 위험하다. 하지만, 페트르진 케이블카가 운영되어 쉽게 오르내릴 수 있다. 타워 안에는 장애인을 위한 엘리베이터를 운영한다. 2014년 기준으로 557,000명 이상이 방문했으며, 70%가 외국인이다.
타워에는 2개의 전망대가 있으며, 전망대로 올라가는 계단은 총 299개이다. 계단은 이중나선형으로 설치되어 있어 관광객들이 동시에 타워를 오르내릴 수 있다.
메인 층에 카페테리아와 기념품 가게가 있다. 1층에는 작은 전시장이 있다.

## 역사
1889년 체코 관광객 클럽 회원은 파리의 세계 박람회를 방문했고, 에펠탑을 보고 큰 영감을 받았다. 그들은 충분한 양의 돈을 모았으며 1891년 3월에 세계 축제 전시회 전시를 위해 탑을 건설했다. 탑은 4개월 만에 완성됐다.

## 사진

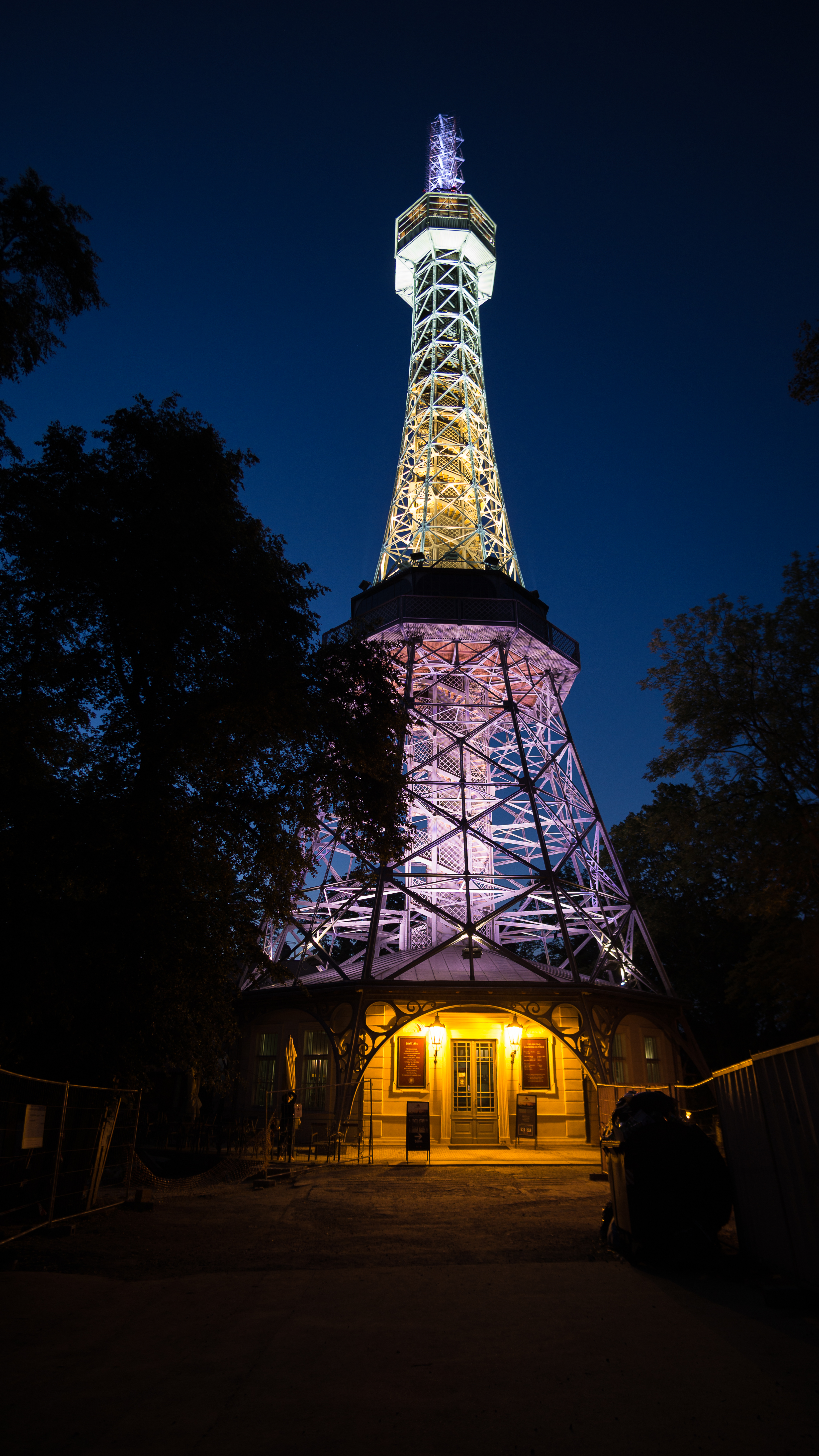
밤에 바라본 페트르진 타워
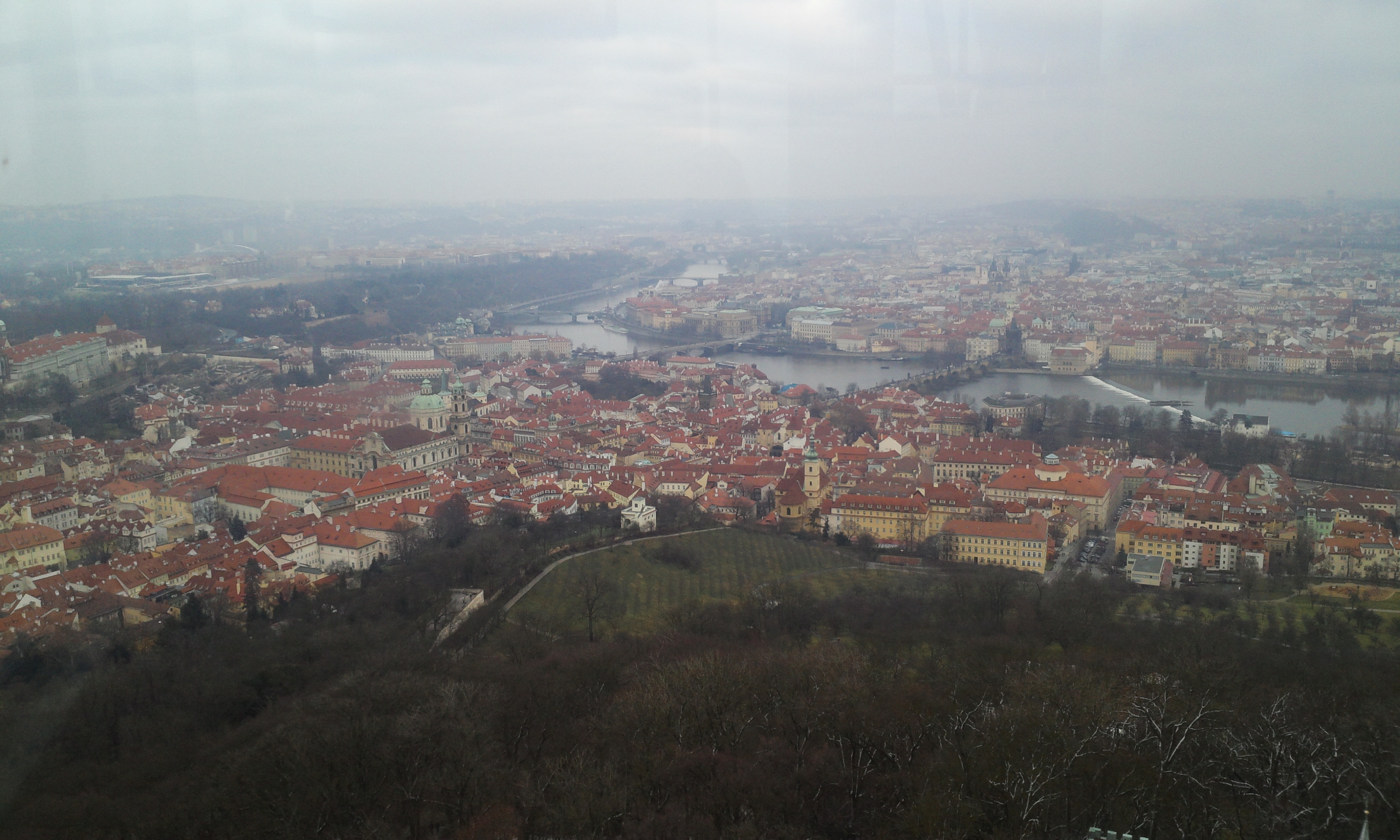
2015년 1월 페트르진 타워에서 바라보는 카를교와 구시가지